# Maiopatagium furculiferum
Maiopatagium furculiferum — вид вимерлих ссавцеподібних еухараміїд, який існував в Азії у кінці юрського періоду, 161—158 млн років тому. Є одним з найдавніших ссавців, що пристосовані до ширяння. Найдавнішим є волатікотерій, що існував 164 млн років тому.

## Скам'янілість
Скам'янілі рештки знайдені у відкладеннях формації Тяоцзішань провінції Ляонін, Китай. Голотип складається з майже повного скелета з черепом, а також відбитків м'яких тканин та шкіри. У цих же відкладеннях знайдено рештки іншого ширяючого ссавця Vilevolodon, який відрізняється меншими розмірами.

## Опис
Тварина завдовжки 23 см. У неї між передніми та задними кінцівками була шкіряна літальна перетинка (патагіум), призначена для ширяння, як у сучасних літяг. У найширшому місці перетинка сягала завширшки 60 мм. Кінцівки пристосовані до лазіння по деревах. Плечовий пояс має характеристики яйценосних ссавців. Зуби Maiopatagium подібні до зубів сучасних фруктоїдних летючих лисиць. Оскільки квіткових рослин і, відповідно, плодів у юрському періоді не існувало, Maiopatagium, швидше за все, живився м'якими частинами рослин.

## Назва
Вид описаний у 2017 році. Родова назва Maiopatagium складається з двох латинських слів: Maio («мати») та patagium («патагіум, літальна перетинка»). Видова назва furculiferum, що означає «виделкоподібний», вказує на наявність вилочкоподібної кістки як у птахів.